# ダビド・デゲン
ダビド・デゲン（David Degen, 1983年2月15日 - ）は、スイス・バーゼル出身の元サッカー選手。ポジションはミッドフィルダー。

## 経歴
2006年のドイツW杯のスイス代表発表において、サプライズ選考で話題になった選手である。ディフェンダーとして招集されたフィリップ・デゲンの双子の兄であり、スピードと足下のテクニックに優れた右サイドハーフとしてプレーする。フィリップがバーゼルに所属していた頃はデゲン兄弟でチームを引っ張っていた。
代表としては2006 FIFAワールドカップ代表発表前にA代表に招集されたことはなかったが、クラブおよびU-21スイス代表での活躍でヤコブ・クーン監督の評価を得て招集に至った。

## 所属クラブ
- FCアーラウ 2000-2003
- FCバーゼル 2003-2006
- ボルシア・メンヒェングラートバッハ 2006-2008

→ FCバーゼル 2007-2008 (loan)
- BSCヤングボーイズ 2008-2012
- FCバーゼル 2012-2014

## 代表歴

### 出場大会
- スイス代表
  - 2006 FIFAワールドカップ

### 試合数
- 国際Aマッチ 17試合 0得点（2006年-2011年）[1]

| スイス代表 | 国際Aマッチ | 国際Aマッチ |
| 年         | 出場        | 得点        |
| ---------- | ----------- | ----------- |
| 2006       | 4           | 0           |
| 2007       | 5           | 0           |
| 2008       | 0           | 0           |
| 2009       | 1           | 0           |
| 2010       | 3           | 0           |
| 2011       | 4           | 0           |
| 通算       | 17          | 0           |

## タイトル
クラブ
FCバーゼル
- スーパーリーグ 2003-04, 2004-05, 2007-08
- スイスカップ 2002-03, 2007-08